# Rosario Sánchez
Ne doit pas être confondu avec Rosario Sánchez Mora ou Rosario Sánchez Grau.
Pour les articles homonymes, voir Sánchez.
María del Rosario Sánchez Guerrero (née le 26 octobre 1973 à Mexico) est une athlète mexicaine, spécialiste de la marche.

## Biographie
En 2000, elle remporte les Championnats ibéro-américains sur 10 kilomètres marche en 45 min 38 s 90.